# Nomia rubroviridis
Nomia rubroviridis är en biart som beskrevs av Cockerell 1905. Nomia rubroviridis ingår i släktet Nomia och familjen vägbin. Inga underarter finns listade i Catalogue of Life.

## Bildgalleri

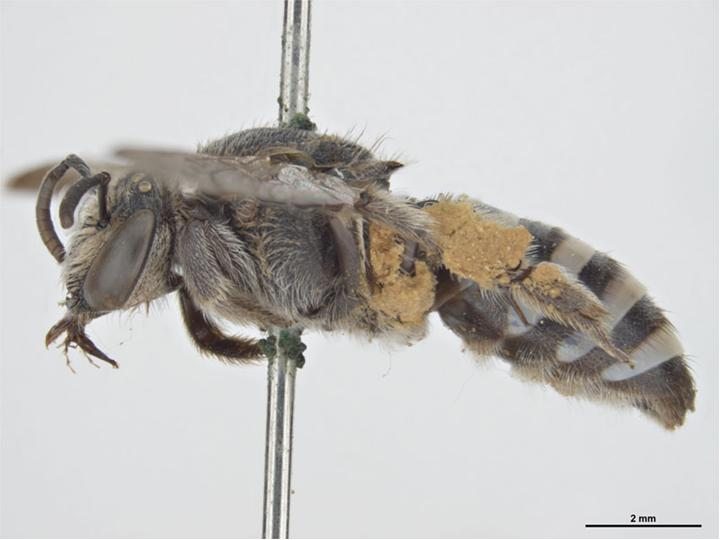
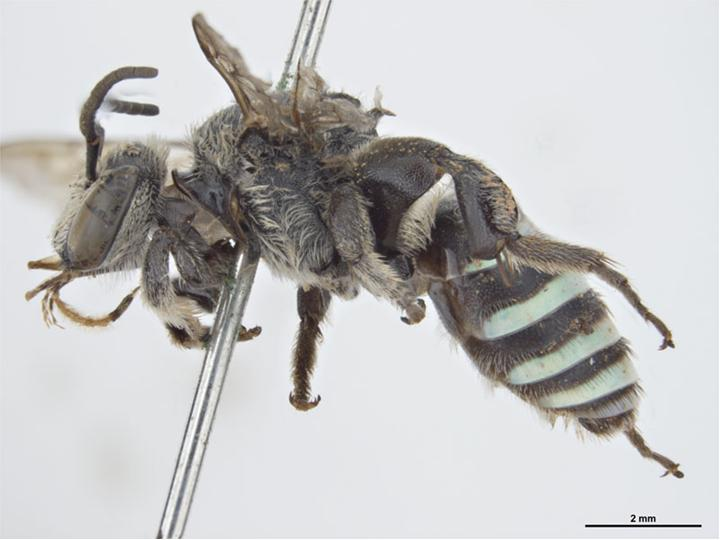